# 潮泉寺
潮泉寺（ちょうせんじ）は、東京都文京区にある浄土宗の寺院。

## 歴史
慶長元年（1596年）、照蓮社寂誉によって開山された。元々は本郷丸山に位置していたが、明暦3年（1657年）の明暦の大火で現在地に移転した。
当初は「大国寺」という寺号であったが、移転と同時に「潮泉寺」に改称した。所属宗派の浄土宗総本山知恩院の寺号が「大谷寺」で紛らわしいため改称した。
なお、当寺は小説家武田泰淳の実家でもある。

## 交通アクセス
- 本駒込駅より徒歩2分。